# Critics’ Choice Movie Award/Bester animierter Spielfilm
Seit 1999 wird bei den BFCA der beste animierte Spielfilm des vergangenen Filmjahres geehrt.

## Preisträger
| Jahr        | Preisträger                                                        | Regie                                                  |
| 1999        | Das große Krabbeln                                                 | John Lasseter                                          |
| 1999        | Der Prinz von Ägypten                                              | Brenda Chapman Steve Hickner Simon Wells               |
| 2000        | Toy Story 2                                                        | John Lasseter                                          |
| 2001        | Chicken Run – Hennen rennen                                        | Peter Lord Nick Park                                   |
| 2002        | Shrek – Der tollkühne Held                                         | Andrew Adamson Vicky Jenson                            |
| 2003        | Chihiros Reise ins Zauberland                                      | Hayao Miyazaki                                         |
| 2004        | Findet Nemo                                                        | Andrew Stanton Lee Unkrich                             |
| 2005        | Die Unglaublichen – The Incredibles                                | Brad Bird                                              |
| 2006        | Wallace & Gromit: Auf der Jagd nach dem Riesenkaninchen            | Nick Park Steve Box                                    |
| 2007        | Cars                                                               | John Lasseter                                          |
| 2008        | Ratatouille                                                        | Brad Bird Jan Pinkava                                  |
| 2009        | WALL·E – Der Letzte räumt die Erde auf                             | Andrew Stanton                                         |
| 2010        | Oben                                                               | Pete Docter                                            |
| 2011        | Toy Story 3                                                        | Lee Unkrich                                            |
| 2012        | Rango                                                              | Gore Verbinski                                         |
| 2013        | Ralph reichts                                                      | Rich Moore                                             |
| 2014        | Die Eiskönigin – Völlig unverfroren                                | Chris Buck Jennifer Lee                                |
| 2015        | The LEGO Movie                                                     | Phil Lord Chris Miller                                 |
| 2016 (Jan.) | Alles steht Kopf                                                   | Pete Docter Ronaldo del Carmen                         |
| 2016 (Dez.) | Zoomania                                                           | Byron Howard Rich Moore                                |
| 2018        | Coco – Lebendiger als das Leben!                                   | Lee Unkrich                                            |
| 2019        | Spider-Man: A New Universe                                         | Bob Persichetti, Peter Ramsey und Rodney Rothman       |
| 2020        | A Toy Story: Alles hört auf kein Kommando (Toy Story 4)            | Josh Cooley                                            |
| 2021        | Soul                                                               | Pete Docter                                            |
| 2022        | Die Mitchells gegen die Maschinen (The Mitchells vs. the Machines) | Mike Rianda                                            |
| 2023        | Guillermo del Toros Pinocchio (Guillermo del Toro's Pinocchio)     | Guillermo del Toro und Mark Gustafson                  |
| 2024        | Spider-Man: Across the Spider-Verse                                | Joaquim Dos Santos, Kemp Powers und Justin K. Thompson |